# Godfried II van Anjou
Godfried II van Anjou ook bekend als Godfried I van Vendôme (14 oktober 1006 - Angers, 14 november 1060) was van 1032 tot 1056 graaf van Vendôme en van 1040 tot aan zijn dood graaf van Anjou. Hij behoorde tot het eerste huis Anjou.

## Levensloop

### Eerste jaren en de strijd tegen Blois
Godfried II was de enige zoon van graaf Fulco III van Anjou en diens tweede echtgenote Hildegard.
Reeds als tienjarige nam hij in het gevolg van graaf Herbert I van Maine deel aan de zegerijke Slag bij Pontlevoy tegen graaf Odo II van Blois. Nog tijdens het leven van zijn vader werd Godfried betrokken bij de regeringszaken van Anjou, wat meer dan eens leidde tot wrijvingen tussen vader en zoon. Godfried voelde zich hierdoor gedwongen om zijn machtsgebied buiten Anjou te zoeken. In 1032 profiteerde hij van de troonstrijd tussen koning Hendrik I van Frankrijk en diens moeder en jongere broer om het graafschap Vendôme in te nemen, dat bestuurd werd door de zwakke Fulco van Nevers. Om zijn heerschappij over Vendôme te verzekeren stichtte Godfried in 1034 de Abdij van La Trinité. In 1056 moest hij onder druk van Hendrik I Vendôme echter teruggeven aan Fulco, maar het gebied bleef wel onder de suzereiniteit van Anjou.
Ook probeerde Godfried II invloed te verwerven over Aquitanië. Dit hertogdom werd bestuurd door Willem VI, de stiefzoon van zijn eerste echtgenote Agnes van Bourgondië. In 1033 versloeg hij Willem VI in een veldslag bij Montcontour, waarna Willem tot in 1036 in Godfrieds gevangenschap bleef. Tijdens deze gevangenschap dwong Godfried Willem om hem Saintonge over te dragen. Om zijn macht over dit gebied te bevestigen, stichtte hij de Abbaye aux Dames in Saintes. Vanaf dan had Godfried II een dominerende invloed over Aquitanië.
Na de dood van zijn vader in 1040 werd Godfried eveneens graaf van Anjou. Hij geraakte onmiddellijk in conflict met zijn aartsrivaal, graaf Theobald II van Blois. In 1041 steunde Theobald de revolte van de Franse prins Odo tegen diens broer, koning Hendrik I, terwijl Godfried de Franse koning steunde. Hendrik I droeg het graafschap Tours, dat voorheen in handen was van Theobald II, over aan Godfried II, waarna hij met een leger Theobalds gebieden binnenviel en de stad Tours belegerde, wat meer dan een jaar duurde. In augustus 1044 versloeg Godfried Theobald in de Slag bij Nouy en nam hij zijn aartsrivaal gevangen. De graaf van Blois moest vervolgens voorgoed afzien van Touraine, ten voordele van Godfried II van Anjou.

### Rijkspolitiek
De volgende jaren verslechterde de relatie tussen Godfried en de Franse koning in toenemende mate. Waarschijnlijk was de oorzaak daarvan het in 1043 gesloten huwelijk van zijn stiefdochter Agnes van Poitou met keizer Hendrik III, die vermoedelijk door bemiddeling van haar moeder Agnes van Bourgondië tot stand gekomen was. Het huwelijk verstevigde vooral de positie van het Heilige Roomse Rijk in Bourgondië, waar de bruid vele verwanten had. Mogelijkerwijze zou dit huwelijk de Franse adel ook dichter bij de Heilige Roomse keizer brengen, aangezien de Franse koning Hendrik I ervan verdacht werd de opstandige hertog Godfried II van Lotharingen te steunen. In 1046 reisden Godfried en zijn echtgenote naar het hof van hun schoonzoon in Goslar, waarop ze hem begeleidden naar Italië, waar Godfried deelnam aan de Synode van Sutri en de kroning van Hendrik III in Rome.
Bovendien voelde de Franse koning zich bedreigd door de toegang die Godfried tot het graafschap Maine had. Daar had hij in 1048 zijn jarenlange tegenstander Gervais van Bellême, de bisschop van Le Mans, gevangengenomen, toen die het huwelijk van graaf Hugo IV van Maine met een zus van Theobald III van Blois bemiddelde. Als straf daarvoor kreeg hij in 1050 de excommunicatie opgelegd, waarvan hij na de bevrijding van de bisschop in mei 1051 ontheven werd. De bisschop trok daarop naar Normandië, waar hij hertog Willem de Veroveraar overtuigde om Maine aan te vallen.

### De strijd tegen de Franse koning en de Normandiërs
Om een sterk tegengewicht tegen Godfried uit te bouwen, ondersteunde de Franse koning Willem de Veroveraar in diens strijd om de heerschappij van Normandië, terwijl Godfried een nauwe band probeerde te ontwikkelen met heer Willem II Talvas van Bellême. In 1049 vielen de koning en de hertog Godfried aan. Terwijl Willem de Veroveraar gebieden in Maine veroverde, marcheerde de koning met zijn leger tot kort voor Angers, waar hij de burcht van Mouliherne veroverde. Als antwoord veroverde Godfried in 1051 na het overlijden van graaf Hugo IV van Maine de stad Le Mans. Ook verzekerde hij zich voorgoed van de macht over het graafschap door zich aan te stellen tot regent van de jonge graaf Herbert II, hoewel die gevlucht was naar Rouen, waar Willem de Veroveraar verbleef. Daarna versloeg Godfried zijn opstandige vazal Guerin, waarna hij diens burcht in Craon overdroeg aan Robert van Nevers. Verder nam Godfried de controle over Alençon en Domfront over. Door dit laatste gebied kreeg hij ook een machtsbasis in Normandië.
In 1052 veranderde de situatie van Godfried abrupt. Ondanks bedreiging met excommunicatie huwde Willem de Veroveraar dat jaar met een dochter van de machtige graaf Boudewijn V van Vlaanderen, waardoor die een bedreiging werd voor de Franse koning. Korte tijd later verzoende hij zich met Hendrik I van Frankrijk. De samenwerking ging nog makkelijker door de scheiding van Godfried en zijn tweede vrouw Agnes, waardoor hij zich in kringen kon begeven die vijandig stonden tegenover het Heilige Roomse Rijk.

### De strijd om Maine
Willem de Veroveraar veroverde uiteindelijk Alençon en daarna Domfront, waardoor Godfried verdreven werd uit Normandië. Desondanks bleef Godfried een van de belangrijkste bondgenoten van de Franse koning Hendrik I, zeker nadat zijn rivaal Theobald III van Blois in 1054 de keizer gehuldigd had. Eind januari, begin februari 1054 vielen Hendrik en Godfried Normandië aan en staken ze samen de Seine over richting Rouen. Toen een Frans legerkorps, onder het bevel van Hendriks broer Odo, verslagen werd in de Slag bij Mortemer, beëindigde Hendrik I de veldtocht.
De volgende jaren verlegde het conflict met de offensieve hertog Willem de Veroveraar zich naar Maine, waar die Mont Barbet en Ambrières met geweld veroverde. Willem de Veroveraar had zich na de Slag bij Mortemer verzoend met koning Hendrik I, waarbij Willem waarschijnlijk deze veroveringen kreeg toegezegd. Godfried was het niet eens met deze overeenkomst en verbond zich met Godfried van Mayenne, die zich in Ambrières bedreigd voelde door de Normandiërs. De belegering van het kasteel van Godfried van Mayenne mislukte echter, door een succesvolle ontzetting onder leiding van Willem de Veroveraar. Godfried II van Anjou werd daardoor op de vlucht gedreven, terwijl de heer van Mayenne gevangengenomen werd en gedwongen werd om de hertog van Normandië te erkennen als leenheer. Godfried kon echter zijn macht over Le Mans behouden en stelde in 1055 Vougrin, abt van de Sint-Sergiusabdij in Angers, aan als bisschop.
Nadat Hendrik I en Willem de Veroveraar opnieuw in conflict gekomen waren, kreeg Godfried II in 1057 van de Franse koning de opdracht om een groot leger te verzamelen om een veldtocht naar Normandië voor te bereiden. Dit dwong Willem in het defensief en hij trok zich terug. Het invasieleger drong diep binnen in Normandië, maar bij de rivier Dives voerden de Normandiërs een verrassingsaanval uit, de zogeheten Slag bij Varaville. Aangezien de vloot de rivier nog moest overvaren, was het Franse leger niet compleet, waardoor Willem de Veroveraar de veldslag kon winnen. In 1058 viel Godfrieds stiefzoon Willem VII van Aquitanië Anjou aan, maar die aanval kon bij het Kasteel van Saumur afgeslagen worden.
Aan het einde van zijn leven werd Godfried monnik in het Sint-Nicolaasklooster van Angers. Hij stierf er in november 1060 op 54-jarige leeftijd en werd ook bijgezet in het klooster.

## Huwelijksleven
Op 1 januari 1032 huwde Godfried met zijn eerste echtgenote Agnes (995-1068), dochter van graaf Otto Willem van Bourgondië en weduwe van hertog Willem V van Aquitanië. Het huwelijk bleef kinderloos en tussen 1049 en 1052 werd het huwelijk ontbonden.
Zijn volgende echtgenote was Adela, vermoedelijk een dochter van graaf Odo II van Blois. Ook dit huwelijk eindigde met een echtscheiding en daarna huwde Godfried met Grace, weduwe van Berlay de Montreuil. Godfried liet ook zijn derde huwelijk ontbinden. Hij trad nog een vierde keer in het huwelijk met Adelheid, die vermoedelijk afkomstig was uit Duitsland.
Ondanks zijn woelige huwelijksleven was Godfried II van Anjou kinderloos gebleven. Hij werd opgevolgd door zijn neef Godfried III, de zoon van zijn zus Ermengarde.
- Bibliothèque nationale de France: cb16296751g (data)
- Gemeinsame Normdatei: 100942296
- Virtual International Authority File: 44658226
- WorldCat: E39PBJtmyfCKHVctPhpkq8tVG3